# Кузьминское (Перский сельсовет)
Кузьминское — деревня в Устюженском районе Вологодской области.
Входит в состав Устюженского сельского поселения (с 1 января 2006 года по 9 апреля 2009 года входила в Перское сельское поселение), с точки зрения административно-территориального деления — в Перский сельсовет.
Расстояние по автодороге до районного центра Устюжны — 18 км. Ближайшие населённые пункты — Остров, Перя, Яковлевское.
Население по данным переписи 2002 года — 14 человек.